# بیل هالند
 بیل هالند (انگلیسی: Bill Holland؛ زاده ۱۸ دسامبر ۱۹۰۷ درگذشته ۱۹ مهٔ ۱۹۸۴) یک اتوموبیل‌ران فرمول ۱ اهل ایالات متحده آمریکا بود.